# Images and Words: Live in Tokyo
Az Images and Words: Live in Tokyo a Dream Theater első videója volt, mely 1993-ban jelent meg. A koncertfelvételek a zenekar 1993-as japán turnéján kerültek rögzítésre. Emellett addigi videóklipjeiket is tartalmazza az anyag (Pull Me Under, Take the Time, Another Day), valamint interjúkat és kisfilmeket a zenekar tagjairól. 2004-ben dupla DVD formátumban is megjelent, kiegészülve az 5 Years in a LIVEtime videóval, mely eredetileg 1998-ban jelent meg.

## Számlista
1. "Introduction (Intro)"
2. "Under a Glass Moon"
3. "The Making of Images and Words"
4. "Pull Me Under" (Video Clip)
5. "Take the Time" (Video Clip)
6. "Kimonos & Condoms"
7. "Wait for Sleep"
8. "Surrounded"
9. "Ytse Jam/Drum Solo"
10. "Another Day" (Video Clip)
11. "To Live Forever"
12. "A Fortune in Lies"
13. "Abbey Road"
14. "Puppies on Acid/Take the Time"
15. "On the Road '93"
16. "Pull Me Under"